# Juden in Jonava

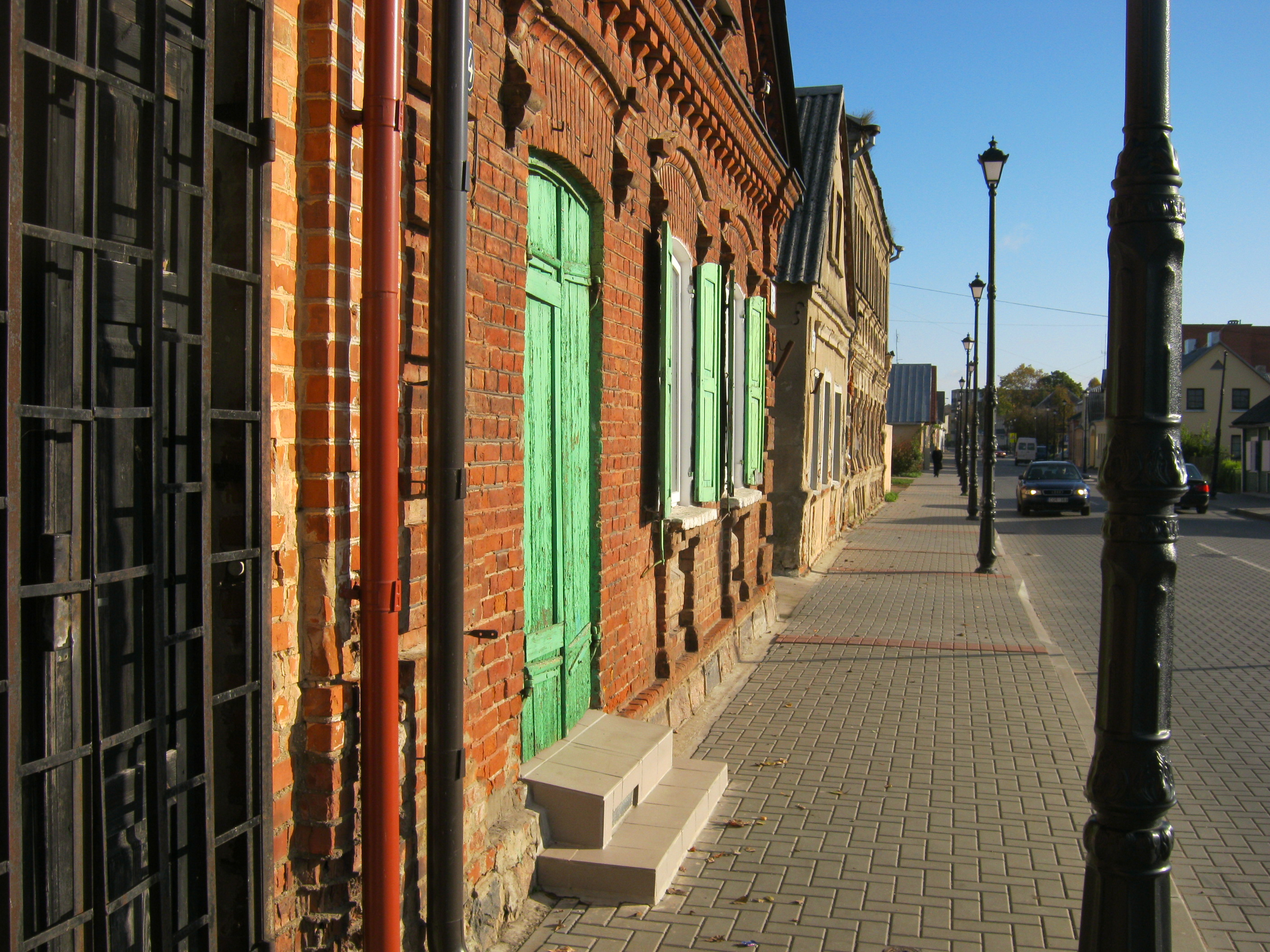
Ehemalige jüdische Läden in der Kauno-Straße, Altstadt von Jonava

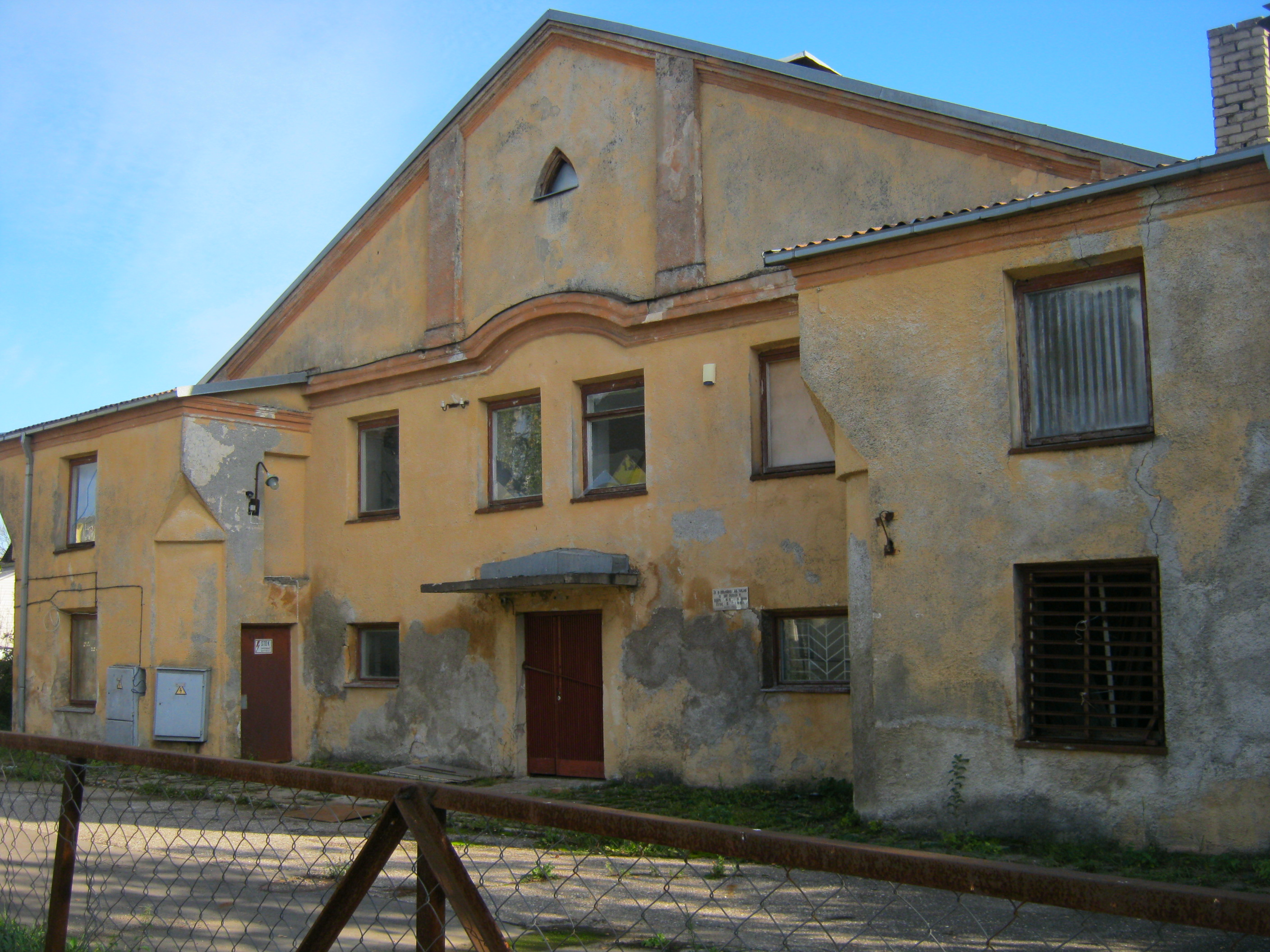
Synagoge in Jonava

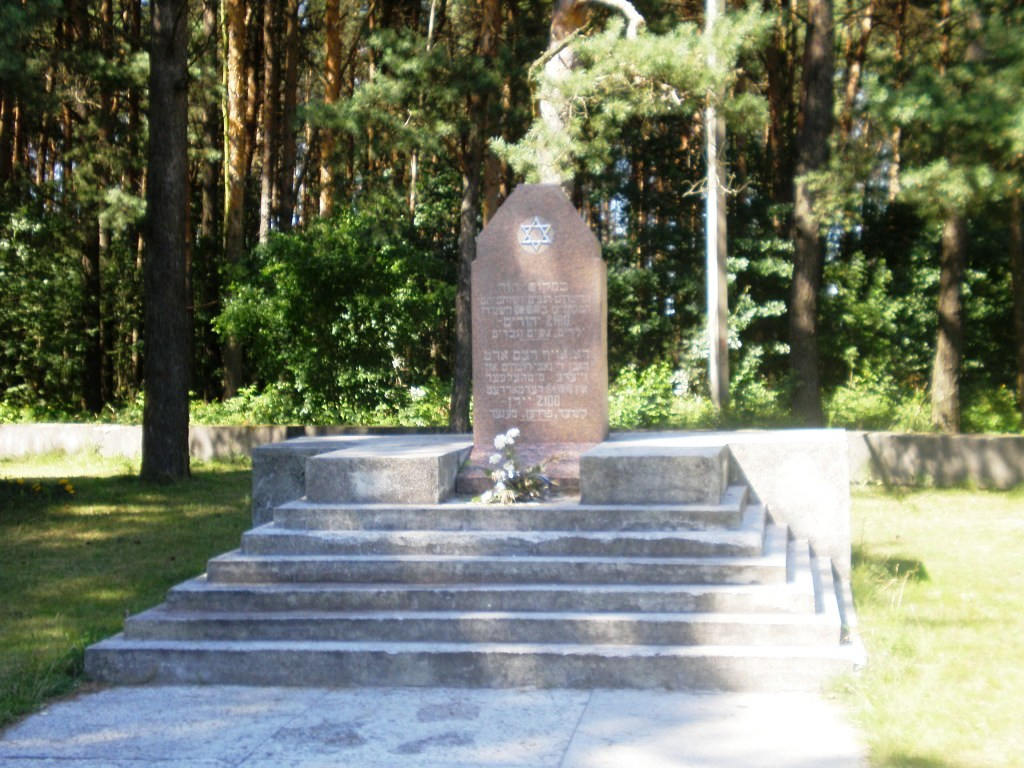
Denkmal in Girelka

Die Juden in Jonava waren Anfang des 20. Jahrhunderts die größte ethnische Gruppe in Jonava, einer Stadt in Litauen.

## Geschichte
1750 erteilte der König von Polen und Großherzog von Litauen Friedrich August II. (1696–1763) an Marija Kosakovskienė ein Privileg. In diesem werden unter anderem mögliche zukünftige Bewohner erwähnt, wobei man ein Städtchen Jonava gründen, in diesem die Märkte und Messen zulassen, freie Menschen der verschiedenen Religionen, darunter Christen, Tataren, Juden unterbringen wollte.
Bischof Juozapas Kazimieras Kosakovskis (1738–1794) erteilte verschiedene Privilegien an Juden Jonavas.
1777 gab es 40 und 1784 schon 59 jüdische Familien. 1893 lebten 3069 Juden (92 % der 3350 Einwohner) in der Stadt. 1941 stellten die Juden 80 % der Bevölkerung.
1932 gab es 250 jüdische Geschäfte, eine jüdische Bank, sieben Synagogen (Beit Midrash Hagadol Synagoge Jonava u. a.) und eine jüdische Schule. Die Juden wohnten in der heutigen Altstadt.
Im August 1941 wurden 552 Juden (497 Männer und 55 Frauen) im Wald Giraitė (Girelka), 1,5 km nordöstlich des Stadtzentrums, von den deutschen Besatzern erschossen. Am Genozidort steht jetzt ein Denkmal.
In der Stadt gibt es einen jüdischen Friedhof.

## Persönlichkeiten
- Grigori Kanowitsch (1929–2023), Schriftsteller
- Abraham Myerson (1881–1948), Psychiater, Professor an der Harvard University
- David Kahan, Maler
- Morris Wintschewski (1856–1932), Schriftsteller
- Israel Davidson (1870–1939), amerikanischer Schriftsteller und Verleger
- Jakob Ginsburg (1870–?), Verleger von „Judenwelt“ in New York
- Dalija Epšteinaitė (* 1937), litauische Übersetzerin